# Samsølinjen
 Der er for få eller ingen kildehenvisninger i denne artikel, hvilket er et problem. Du kan hjælpe ved at angive troværdige kilder til de påstande, som fremføres i artiklen.

Samsø-Linjen (tidligere SamsøFærgen) er færgeforbindelsen mellem Ballen og Kalundborg. Ruten drives af rederiet Molslinjen
Samsø-Linjen havde tidligere også ruten mellem Sælvig og Hou, men denne blev i 2014 videreført i kommunalt regi af det nye Samsø Rederi.
Overfartstiden til Sjælland er på en time og 30 minutter.

## Rederiets historie
Ruten mellem Horsens og Sælvig blev oprindeligt varetaget af Horsens Dampskibsselskabs skibe, der sejlede lidt tilfældigt mellem Jylland og Samsø. Der var dog et større behov end sporadiske afgange.
- 1936: Den første direkte rute mellem Hou og Sælvig på Samsø blev oprettet af Sander Nielsen, der var skibsreder.  Ruten holdt ved i lidt over et år, inden den blev lukket ned igen.
- 1937: J.P. Petersen der var i transportbranchen med rutebiler, og også stod bag Grenå-Hundested ruten valgte at genoprette ruten og kørte den videre i godt fem år.
- 1941: Anden verdenskrig betød, at ruten blev indstillet på ubestemt tid, hvilket skulle vise sig at blive længere end forventet.
- 1961: Næsten tyve år uden en fast rute skulle der gå, inden Søværnet igen anbefalede en rute mellem Hou og Samsø. Indtil da havde risikoen for miner været for stor. Sælvig var ikke længere anløbshavnen, da den var faldefærdig. Ruten havde derfor i 1961-1966 Hou-Mårup.
- 1966: Efter endt renovering blev Sælvig havn igen taget i brug, og siden har ruten fra Jyllandssiden heddet Hou-Sælvig.
- 1979: Efter at have været fri, får Århus Amt eneret til ruten, og det bliver dem, der bestemmer hvem, retten skal gå til. Det bliver besluttet af sejladsen mellem Jylland og Samsø skal varetages af selskabet Hou-Samsø Ruten Aps, der er stiftet af Louis Grau med samme formål. Århus Amt er dog medejer af selskabet.
- 1988: Århus Amt går fra at være medejer af rederiet, og bliver eneejer, da de køber Louis Graus andele af Hou-Samsø Ruten Aps.
- 1995: Samsø Linien er det nye navn på overfarten, men selskab bagved er det samme.
- 1998: Samsø Linien udvider sejladsen og står nu også for overfarten mellem Samsø og Sjælland på Koldby-Kås-Kalundborg. Samsø Linien sidder dermed på mere eller mindre alt hvad der hedder transport til og fra øen.
- 2000: I takt med at Samsø Linien transporterer flere passagerer og køretøjer til og fra øen, og dermed flere afgange vokser rederiet også, og i 2000 bliver det omdannet til et aktieselskab, hvilket skyldes regler inden for færgefart i Danmark, og kommer til at hedde Samsø Linien A/S. Sådan er konstellationen i de næste 8 år.
- 2008: Overfarten mellem Samsø og Jylland bliver overtaget af Nordic Ferry Service, og kommer til at hedde SamsøTrafikken. Grunden til navneændringen skal findes i, at bag Nordic Ferry Service finder man Clipper Group A/S og BornholmsTrafikken.
- 2009: Nordic Ferry Services der indtil nu kun havde overfarten mellem Samsø og Jylland overtager nu også Koldby Kås-Kalundborg ruten og året efter ændrer Nordic Ferry Service navn til Danske Færger og hedder fra 2010 SamsøFærgen, hvilket stadig er tilfældet.
- 2014: Ruten Hou-Sælvig bliver i oktober overdraget til det kommunale Samsø Rederi, ruten Koldby Kås-Kalundborg forsætter året ud.
- 2015: Efter en renovering af den tidligere færge på Jyllandsruten (MS Kanhave) bliver denne i januar indsat på ruten til Sjælland.
- Samtidig ændres afgangshavnen på Samsø fra Koldby Kås på vestsiden til at være den nye Ballen Færgehavn på østsiden. Dette afkorter overfartstiden med ca 30 min.
- 2018: Efter Molslinjens opkøb ændres navnet til at være Samsø-Linjen

## Rederiets færger
- Øen: 1961-1969 (Ex M/S Læsø) (Ex. S/S Hertha)
- Ulla Grau 1968-1983
- Lis Grau: 1973-1985 (Ex. M/F Sønderjylland (Assens-Årøsund) M/F Vemmenæs (Rudkøbing-Vemmenæs)
- Sam-Son: 1985 – 1996 (Ex. M/S Ærø, Ex. M/S Ærøpilen, Ex. M/S Lohals) Forlist ud for Madagascar 2004
- Sam-Sine: 1989 – 2008 (Solgt til Ærøfærgerne i 2009 og omdøbt til Skjoldnæs)
- Vesborg: 1995 – 2011 (Solgt til Færgeselskabet Læsø og omdøbt til Ane Læsø)
- Kyholm: 1998 – 2015 (Overflyttet til Als og omdøbt til Fynshav)
- Samsø (Ex. M/S Kanhave): 2009 - 2024 (Solgt til Italiensk rederi)
- Tyrfing 2025 - (Stadig under konstruktion, færgedriften foretages af M/F Fynshav, som tideligere sejlede mellem Bøjden og Fynshav.)
- Fynshav (Ex Kyholm) Q4 2024 - Q2 2025 (Grundet ombygninger i begge Alslinjens færgelejer til færgen Nerthus, blev Fynshav overflyttet til sin tideligere rute mellem Kolby Kås og Kalundborg, som afløser indtil Tyrfing er klar til drift.)